# Jack Reacher
Jack Reacher is een personage gecreëerd door de Britse schrijver Jim Grant, die schrijft onder het pseudoniem van Lee Child.

## Personage

### Biografische gegevens
Jack Reacher is een voormalig majoor bij de Amerikaanse militaire politie. Hij werd geboren op een militaire basis in Berlijn op 29 oktober 1960. Op vierentwintigjarige leeftijd studeerde hij af aan de Amerikaanse militaire academie van West Point. Na zijn afstuderen was hij 13 jaar werkzaam als een militair politieman, en maakte hij deel uit van een fictieve militaire politie-eenheid, de 110e Special Investigations Unit, die was gevormd om uitzonderlijk moeilijke zaken te behandelen, vooral die waarbij leden van de Amerikaanse Special Forces betrokken zijn.
Hoewel hij werd gedegradeerd van majoor tot kapitein in de prequelroman De vijand, verkreeg hij de rang van majoor opnieuw bij zijn afzwaaien in 1997. Tijdens zijn militaire carrière ontving hij vele onderscheidingen: de Silver Star, de Defense Superior Service Medal, de Legion of Merit, de Soldier's Medal, de Bronze Star en een Purple Heart voor wonden opgelopen tijdens de aanslag op de Amerikaanse marinekazerne in Beiroet in 1983.
Na te zijn afgezwaaid uit het leger leidt Reacher een zwervend bestaan. Hij zwerft door de Verenigde Staten, omdat hij van mening is dat hij nooit zijn eigen land heeft leren kennen omdat hij zijn jeugd voornamelijk heeft doorgebracht op militaire legerbases in het buitenland. Hij reist voornamelijk rond door te liften, per bus of te voet om geen papierspoor achter te laten.
De enige bezittingen die hij bij zich draagt zijn geld, een opvouwbare tandenborstel, en na de aanslagen op 11 september 2001, een verlopen paspoort. Hij draagt zijn kleding slechts 2 tot 3 dagen, waarna hij zich hiervan ontdoet door nieuwe, goedkope kleding aan te schaffen bij landelijke winkelketens. Hij beschikt niet over een vast inkomen en leeft van zijn spaargeld en deeltijdbanen. Op verschillende momenten tijdens de reeks wordt zijn bankrekening aangevuld door geld afkomstig van zijn vijanden (onder andere in De Rekening). Hij heeft autorijlessen gehad in het leger maar heeft nooit rijexamen gedaan of een rijbewijs gehad. Hij kan een auto besturen maar hij is geen erg goede chauffeur (De Rekening).

### Vaardigheden
Reachers houding is stoïcijns, en hij is geen prater. Hij heeft een neiging om "Dat is een ding dat verdomd zeker is." te zeggen. Reacher geeft vaak geen antwoord als mensen uitspraken doen of vragen stellen. Ook knikt hij zelden met zijn hoofd en haalt hij zelden zijn schouders op. Hij geeft er de voorkeur aan dat anderen de stilte vullen.
Een kenmerkende en regelmatig terugkerende zin in de romans is: "Reacher zei niets". Hij houdt het hoofd koel en wordt zelden zichtbaar boos. Een van de weinige uitzonderingen hierop gebeurt in Niets te verliezen, waar hij in woede uitbarst bij een apathische ziekenhuiswerknemer als deze een comateuze Irak-oorlogsveteraan niet de juiste zorg verleent.
Reacher heeft het griezelige vermogen om altijd te weten hoe laat het is, op elk moment van de dag, zonder op een klok te kijken, met behulp van zijn "klok in zijn hoofd". Hij gebruikt zijn interne klok vaak als een weksignaal, waardoor hij wakker wordt op elk gewenst tijdstip, dag of nacht.
Hij heeft een fascinatie voor wiskunde (Niets te verliezen). Reacher drinkt voortdurend koffie. In De vijand staat hierover het volgende citaat: "De behoefte aan cafeïne van de gebroeders Reacher doet heroïneverslaving verbleken tot een amusante vrijetijdsbesteding.". Hij is ook dol op ontbijtproducten, vooral eieren, pannenkoeken en spek. Slechts sporadisch maakt Reacher zich schuldig aan godslastering.
Reacher is bedreven in vechten, hoewel hij geen expert is specifieke krijgskunsten. De basistechnieken heeft hij in zijn jeugd opgedaan, toen hij - soms samen met zijn broer - zijn positie moest bevechten ten opzichte van andere kinderen op een militaire basis. In 61 uur wordt geciteerd uit zijn militaire personeelsdossier over zijn vechtvaardigheden: een expert in alle handvuurwapens, uitstekende op alle man-portable wapens, en verder uitstekende bij de hand-to-hand-technieken. Reachers favoriete technieken zijn onder andere: de elleboogslag, de uppercut en de kopstoot. Zijn enorme kracht helpt hem in de strijd, want hij is meestal veel sterker dan zijn tegenstanders. In Niets te verliezen blijkt dat Reacher een hekel heeft aan confrontaties met een tegenstander die gewapend is met een mes. Reacher is echter niet bang: hij gaat geen confrontatie uit de weg. Een gemeenschappelijk element van de Reacher-reeks is zijn algehele neiging tot wreedheid wanneer dat 'nodig' is.
Reachers neiging tot gewelddadig optreden is enorm, maar de mensen die hij schade toebrengt zijn bijna altijd schurken, en zij krijgen wat ze verdienen. Een opmerkelijke uitzondering hierop was een barman die Reacher tegenkwam tijdens een militair onderzoek in de prequel De vijand. De man wordt tijdens een gevecht slechts door Reacher verminkt.
Reacher verneemt later dat hij niet betrokken was bij de tegenstanders uit het verhaal. Hij ontving hiervoor een officiële berisping van het leger. In zijn pogingen om onschuldigen te beschermen en schurken te stoppen, heeft hij bij tegenstanders onder andere nekwervels, schedels en knieën gebroken. Soms - in de loop van een roman (meestal tegen het einde) - doodt Reacher rustig zijn tegenstander(s), zelfs als deze niet langer een bedreiging is, maar alleen als zij zeer vreselijke daden hebben gepleegd (meestal meerdere moorden), het doden is dan volgens Reacher gerechtvaardigd. Deze pleegt Reacher onder andere in Spervuur en De Rekening.
In Bloedgeld, wordt beschreven dat Reacher het gen voor geweten ontbreekt: "En in zijn DNA ontbrak het gen voor geweten. Volledig. Het was er gewoon niet." Reacher geniet niet van geweld, maar beschikt over het vermogen geweld te gebruiken op een rationele en rechtvaardige manier om de tegenstanders in de verhalen te stoppen. Hij heeft een zeer sterk moreel besef.
In Jachtveld blijkt dat hij een liefhebber van muziek is, en in het bijzonder van bluesmuziek. Het was deze affiniteit voor de blues die Reacher inspireerde uit de bus te stappen in Margrave, Georgia aan het begin van Jachtveld en hem katapulteerde in het resulterende verhaal. In dit verhaal onthult Reachers interne monoloog dat hij een muziekcollectie in zijn hoofd heeft waarnaar hij vaak luistert.
Reacher is zich altijd bewust van zijn omgeving, hij zit altijd met zijn rug tegen de muur, zodat hij altijd het overzicht heeft en kan zien wie de ruimte binnenkomt, zodat hij niet onverhoeds van achteren kan worden aangevallen. Hij houdt er over het algemeen van alleen te zijn, vooral in het donker. In 61 uur wordt gewag gemaakt van een psychologische studie door het leger van de reacties op angst bij kinderen. Bij hem worden, op zesjarige leeftijd, abnormaal snelle reflexen en een hoog agressieniveau vastgesteld.
Zoals onthuld in Niets te verliezen, heeft Reacher geen religieuze overtuigingen en is hij openlijk smalend over het fundamentalistische christendom zoals deze wordt beleden door de antagonist van het verhaal. Reacher toont ook zijn minachting voor religie in De Rekening. Hij reist naar Los Angeles met een luchtvaartmaatschappij, en hij verklaart: "[hij] had een hekel aan Alaska Airlines. Die serveerden Bijbelspreuken bij hun maaltijden. Dat bedierf zijn eetlust."
Reacher is een ervaren scherpschutter. Daarnaast is hij de enige niet-marinier die de Marine Corps Wimbledon Cup-schietwedstrijd gewonnen heeft. Verder won hij het US Army Pistol Championship en was wapeninstructeur. In de verhalen toont Reacher keer op keer zijn grote vaardigheid in het gebruik van pistolen, geweren, sub-machinegeweren, en shotguns.

### Uiterlijke kenmerken
Reacher is een reus, 1,96 m, borstomvang 1,27 m en een gewicht van 100 tot 115 kg. Hij heeft ijsblauwe ogen en halflang donkerblond haar. Hij heeft zeer weinig lichaamsvet, zijn gespierde lichaamsbouw is volledig natuurlijk (hij onthult in Spervuur dat hij geen liefhebber is van fitnessoefeningen.) Hij is bijzonder sterk, maar geen goede sprinter, maar heeft een uitstekend uithoudingsvermogen. Reacher is sterk genoeg om met een hand een man zijn nek te breken (De Rekening) en een schurk te doden met een enkele stoot op het hoofd (61 uur) of borst (Tegenspel). In een gevecht tegen een 7 voet grote, 400 pond zware smeerlap, vol steroïden, tilt Reacher zijn tegenstander op en laat hem op zijn hoofd terechtkomen.
Reacher heeft diverse littekens, het grootste is een litteken op zijn buik opgelopen tijdens een bomaanslag in Libanon. Hij heeft ook een 8 tot 10 cm lang, dun wit litteken dat zijn granaatscherflitteken doorkruist opgelopen tijdens een mesgevecht met Al-Qaeda-lid Lila Hoth.
Reacher verhaalt hoe het ruwe hechtwerk van een bestaand litteken ertoe bijdroeg dat de ernst van een kwetsuur opgelopen tijdens zijn meest recente aanval meeviel. Hoewel, de steek liet een diepe snijwond achter waardoor hij veel bloed en uiteindelijk het bewustzijn verloor.
Hij heeft ook een litteken op zijn borst afkomstig van een 0.38-kogel, een brandwond in de vorm van een traan die veroorzaakt werd door een pistoolschot dat van zeer dichtbij werd afgevuurd en zijn borst kruiste. Hij heeft ook een litteken op zijn arm, opgelopen in zijn jeugd, waar zijn broer hem met een beitel heeft geslagen.

### Familiebanden
De moeder van Reacher, Josephine Moutier Reacher, werd geboren in Frankrijk en was 30 jaar oud toen Reacher werd geboren. Zij ontmoette de vader van Reacher in Korea en trouwde met hem in Nederland (De vijand). Ze werd weduwe in 1988 en stierf in 1990 op zestigjarige leeftijd aan kanker. Toen ze nog maar 13 oud was sloot zij zich aan bij het Franse verzet en werkte onder het pseudoniem "Beatrice" met Le Chemin de Fer Humain (de Human Railroad), redde het leven van 80 personen. Ze garroteerde een klasgenoot, een jongen die dreigde om haar aan te geven aan de nazi's. Josephine Moutier werd onderscheiden met de Médaille de la Résistance voor haar heldhaftige optreden.
De vader van Reacher, Stan Reacher, was een kapitein bij de marine en diende in Korea en Vietnam. Zijn dienstverband bij de Amerikaanse Marine Corps bracht met zich mee dat hij en zijn familie regelmatig werden overgeplaatst naar verschillende militaire bases over de gehele wereld. Hij overleed in 1988. Bij het beschrijven van zijn vader geeft Reacher het volgende citaat: "Een uitgesproken hokjesmens. Zachtaardige, verlegen, liefhebbende man, maar ook een bikkelharde moordenaar. Nog harder dan een spijker. Bij hem vergeleken ben ik Liberace." en (na zijn militaire dienst): "Hij was oké. Maar ook een buitenbeentje. Er is geen plaats meer voor mensen zoals hij."
Jack had maar een broer of zus: broer Joe Reacher, twee jaar ouder dan Jack. Joe werd geboren op een militaire basis in de Filipijnen. Reacher hielp Joe om andere kinderen in elkaar te slaan die hem lastigvielen op school, en vice versa. Joe was, net als Reacher, ook afgestudeerd aan West Point en was vijf jaar werkzaam bij de Amerikaanse militaire inlichtingendienst voordat hij ging werken bij het Ministerie van Financiën. Hij is nooit onderscheiden met een van de "goede medailles" maar ontving slechts "speelgoedonderscheidingen". Joe stierf op achtendertigjarige leeftijd tijdens een ontmoeting met een potentieel onderzoekssubject (zie Jachtveld). Omdat hij tijdens het uitvoeren van zijn werkzaamheden werd gedood staat zijn naam vermeld op de Treasury's Roll of Honor.

### Kennissen
- Agent Roscoe (30), is een politieagent in Margrave (Georgia). Ze is donker, niet al te groot, aardig en kordaat. Haar lichaam heeft een droomfiguur, stevig en sterk. Een heerlijke lach en mooie borsten. Maakt haar opwachting in Jachtveld;
- Holly Johnson (27), is een nieuw geïntroduceerde FBI Special Agent en voormalig Wall Street-analist. Ze is donker, aantrekkelijk en zelfverzekerd. Gebruikt een wandelstok vanwege een kniekwetsuur, opgelopen tijdens het voetbal. Zij maakt haar opwachting in Lokaas. Zij is de enige dochter van Generaal Johnson, hoofd van de Amerikaanse Generale Staf en is het petekind van de voorzitter;
- Jodie Garber-Jacob (30), is de dochter van Generaal Leon Garber, zijn voormalige bevelhebber (De vijand). Ze ontmoette hem op haar vijftiende en werd meteen verliefd op Reacher, en "totaal taboe" voor Reacher. In Tegendraads is ze gescheiden, werkt als bedrijfsjurist onder haar geboortenaam. Ze wordt opgevoerd in Brandpunt als zijnde overgeplaatst naar Europa. Zij verscheen in De Bezoeker, en Tegendraads;
- Generaal Leon Garber (gepensioneerd), is zijn vroegere commandant, die Reacher door en door kende, de vader van Jodie, hielp hem in Lokaas, en liet hem zijn huis in Garrison (New York) na. Hij maakte zijn opwachting in Lokaas, De vijand, Tegendraads en De affaire. Zijn begrafenis is in Tegendraads;
- Lisa Harper (29), is een FBI-agent, gestationeerd in Quantico. Ze is niet mager, maar haar lengte van 1,83 meter maakt haar superslank. Bruin gezicht, witte tanden, prachtige jukbeenderen, blauwe ogen en lang blond haar. Zij verscheen in De bezoeker;
- Alice Amanda Aaron (25), afgestudeerd als advocaat aan Harvard Law School, werkt als pro-Deo-advocaat in Pecos, Texas, als boetedoening voor het feit dat zij uit een rijke familie stamt. Zij maakt haar opwachting in Brandpunt;
- Carmen Greer (ongeveer 30), is huisvrouw, klein en slank, een donkere huid en tere botten, weegt "Ongeveer vijfenveertig kilo" Ze heeft golvend, lang zwart haar, donkere ogen, witte tandjes en een nerveus glimlachje. Ze is getrouwd met een gewelddadige man en heeft een kind. Zij verscheen in Brandpunt;
- Frances Neagley (achter in de dertig), is een securityconsultant en voormalig Master Sergeant en militaire politievrouw. Ze is van gemiddelde lengte, heeft lang, donkerblond, glanzend haar, met donkere en levendige ogen. Ze was slank en soepel en deed serieus aan fitness. Zij heeft een puur platonische relatie met Reacher en wil niet worden aangeraakt. Haar houding wekt de suggestie dat ze een vrouwelijk equivalent van Reacher is. Zij maakte haar opwachting in Buitenwacht, De rekening en De affaire;
- Mary Ines Froelich (35), is een agent bij de Secret Service en belast met de bescherming van de vicepresident. Ze heeft kort blond haar, en is tamelijk zelfverzekerd. Zij was de vriendin van broer Joe Reacher. Zij maakte haar opwachting in Buitenwacht;
- Susan Duffy (begin dertig), is een rogue agent van de Drug Enforcement Administration. Ze is bleek, slank en aantrekkelijk. Zij maakte haar opwachting in Spervuur;
- Luitenant Summer (25), is luitenant in het leger bij de Militaire Politie. Ze is tenger en slank. Zij maakte haar opwachting in De vijand;
- Eileen Ann Hutton (leeftijd onbekend), is een brigade-generaal in het Judge Advocate General's Corps van het Amerikaanse leger. Zij en Reacher hadden een eerder een relatie. Zij maakt haar opwachting in Voltreffer;
- Vaughan (exacte leeftijd onbekend), is een politieagent in Hope, Colorado. Ze is volgens Reachers inschatting "...tenger gebouwd. Waarschijnlijk iets kleiner dan één meter zeventig en nog geen zestig kilo, waarschijnlijk nog geen vijfendertig jaar oud.". Getrouwd met een volledig arbeidsongeschikt verklaard slachtoffer van de oorlog in Irak (zijn naam is Robert David Vaughan, roepnaam David). Ze raakt bevriend met Reacher in Niets te verliezen;
- Karla Dixon (leeftijd onbekend, mogelijk eind dertig) is een forensisch accountant, een voormalig majoor in het leger en een lid van Reachers 'Special Investigators Unit', die hij vormde en leidde in de jaren 90. Ze worden herenigd in De Rekening en beginnen in het geheim een affaire, beiden hebben zij spijt dat deze niet reeds in het leger was begonnen. Ze wordt beschreven als "donkergetint en knap en relatief klein". Ze is zeer goed met cijfers en deelt Reacher fascinatie voor wiskunde;
- Rechercheur Theresa Lee is een NYPD-rechercheur die Reacher assisteert bij het oprollen van een Al Qaida-team in Sluipschutter. Ze hadden een korte romantisch intermezzo voordat Reacher wegging om zijn taak te volbrengen;
- Lauren Pauling (begin vijftig), is een ex-FBI-agent die nu werkzaam is als privé-detective. Ze verwijst vaak naar zichzelf als oud. Zij maakt haar opwachting in Bloedgeld;
- Susan Turner (begin dertig) is majoor in het Amerikaanse leger en de huidige commandant van de 110e Special Investigations Unit van de MP. Ze wordt beschreven "Iets langer dan gemiddeld. Slank. Lang donkerblond haar, in de nek bij elkaar gebonden. Gebruinde huid, donkerbruine ogen. Ze straalde intelligentie uit, en autoriteit, en jeugd en een vleug ondeugd, allemaal tegelijkertijd." Haar kenmerk is echter haar stem... "Ze had een warme stem. Hij was een beetje hees... het klonk bijna intiem. Vanuit haar keel." Zij maakt haar opwachting in 61 uur.

### Reizen
Hij reist meestal lukraak rond door de Verenigde Staten van Amerika om het land te verkennen dat hij tijdens zijn jeugd nooit te zien kreeg. Het is een vast onderdeel in alle delen uit de reeks, met uitzondering van de twee prequels, De vijand en De affaire. De verhalen spelen zich af in verschillende steden en dorpen van Amerika, variërend van New York en Los Angeles tot kleine steden in het zuiden van Amerika en het Middenwesten. Tot op heden brachten zijn reizen buiten de Verenigde Staten Reacher naar het Engelse platteland (Bloedgeld), Duitsland (de Vijand) en Parijs, Frankrijk (de Vijand) waar Reacher, samen met zijn broer, zijn stervende moeder bezoekt.

## Schrijfstijl
De Reacher-romans zijn of geschreven in de eerste persoon of in de derde persoon. Child zegt dat schrijven in de eerste persoon meer natuurlijk aanvoelt voor hem, maar dat het schrijven in de derde persoon hem meer vrijheid geeft bij de opbouw van spanningsbogen.
De romans Jachtveld, Spervuur, De Vijand, Sluipschutter,De Affaire en "Persoonlijk" zijn in de eerste persoon geschreven. Lokaas, Tegendraads,
De Bezoeker, Brandpunt, Buitenwacht, Voltreffer, Bloedgeld, De Rekening, Niets te verliezen, 61 uur en Tegenspel zijn in derde persoon geschreven.